# Rámájana
A Rámájana (szanszkrit: रामायण nemzetközi átírás: Rāmāyaṇa) egy ősi szanszkrit epikus ciklus, amelyet a hindu bölcsnek, Válmíkinek tulajdonítanak, és fontos részét képezi a hindu kánonnak (szmriti). A Rámájana egyike a két ősi indiai nagy eposznak a Mahábhárata mellett. A mű a társadalmi csoportok egymáshoz való viszonyait ideálisan megformált karaktereken keresztül ábrázolja.

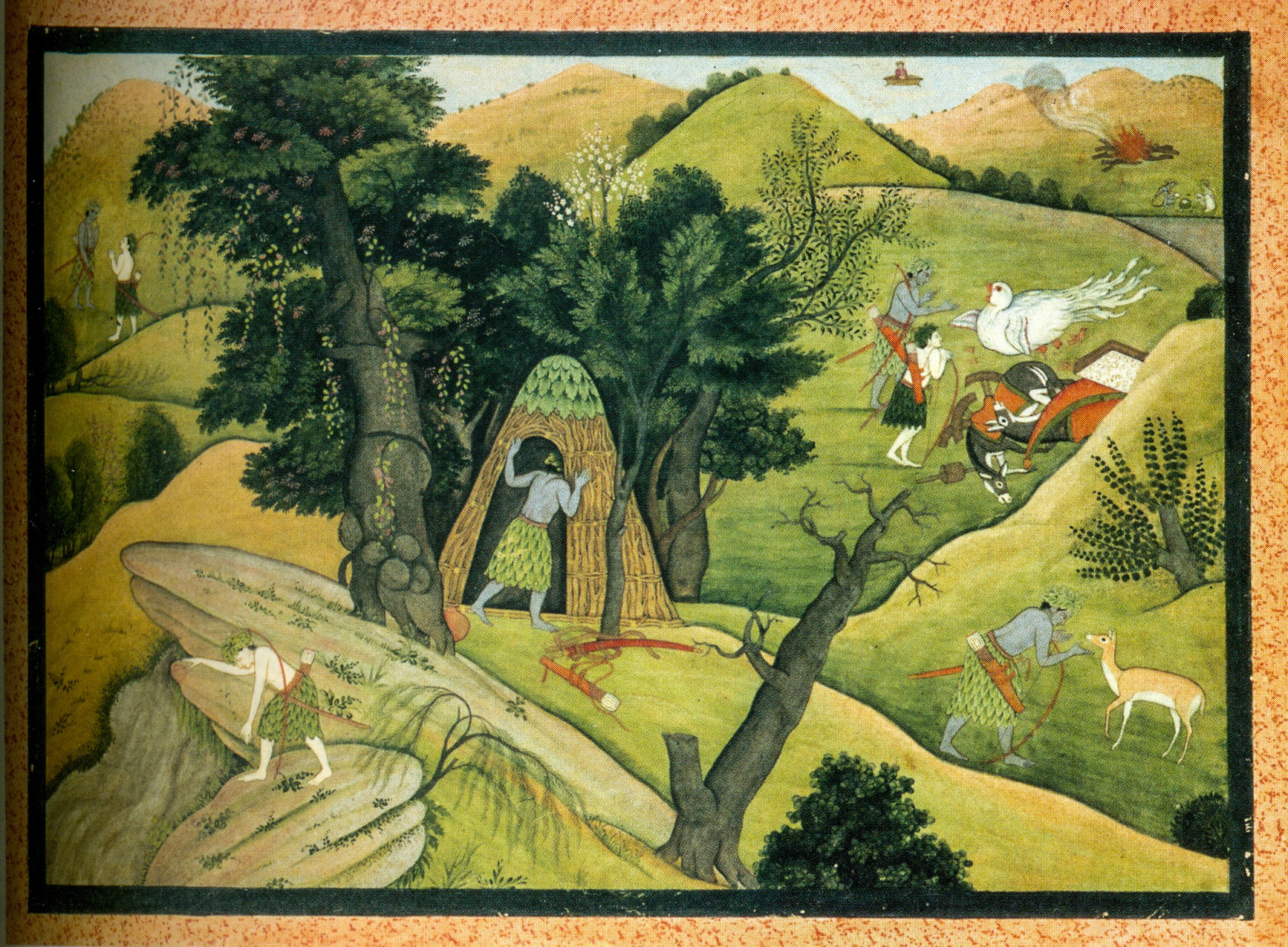
Ráma és öccse keresik Ráma feleségét, 18. századi festmény

## Jellemzői
Címe, a Rámájana összetett szó, a Ráma (राम) és ajana (=„megy, halad”), azaz Ráma utazása. 24 000 versből áll, hét könyvet (kándas) tesz ki és összesen 500 éneket (sargas) tartalmaz. Az eposz Ráma történetét meséli el, aki Visnunak, a hindu „megtartó” istennek a hetedik földi reinkarnációja (avatárja). Ráma feleségét, Szítát elrabolta a Lanka (Srí Lanka) démonkirálya, Ravana, és a hős, szövetségeseivel keresésére indul, majd egy végső összecsapás során kiszabadítja. Témájában az eposz az emberi létezés erkölcsi tanításait vizsgálja, és megvilágítja a dharma fogalmát. A történet erősen szimbolikus-allegorikus, egészében egy spirituális utazás.
Az eposz jelentős befolyást gyakorolt az indiai kultúrára és a mindennapi életre. Igen nagy a hatása a költészetre, különösen a sloka mértékes vers létrehozásán keresztül. A Rámájana verselési formája 32-szótagos mértékes vers, az úgynevezett anustubh. Mint a másik nagy eposz, a Mahábhárata, a Rámájana sem csupán egy egyszerű történet: tartalmazza az ősi hindu bölcsek tanításait, és bemutatja azok narratív allegóriáit. A történetet filozófiai és a vallásos elemek tagolják. A megformált karakterek – Ráma, Szíta, Laksmana, Bharáta, Hanumán és Rávana – mind alapvető fontosságú India kulturális tudatossága szempontjából.
Vannak más változatai is, nevezetesen a buddhista (Dasaratha Jataka) és a dzsain verzió, de ismertek indonéz, thai, laoszi, burmai és maláj változatok is, különösen népszerű Bali szigetén, ahol a Rámájana egy változatát már i.e 500-tól összeállították.

## Tartalma

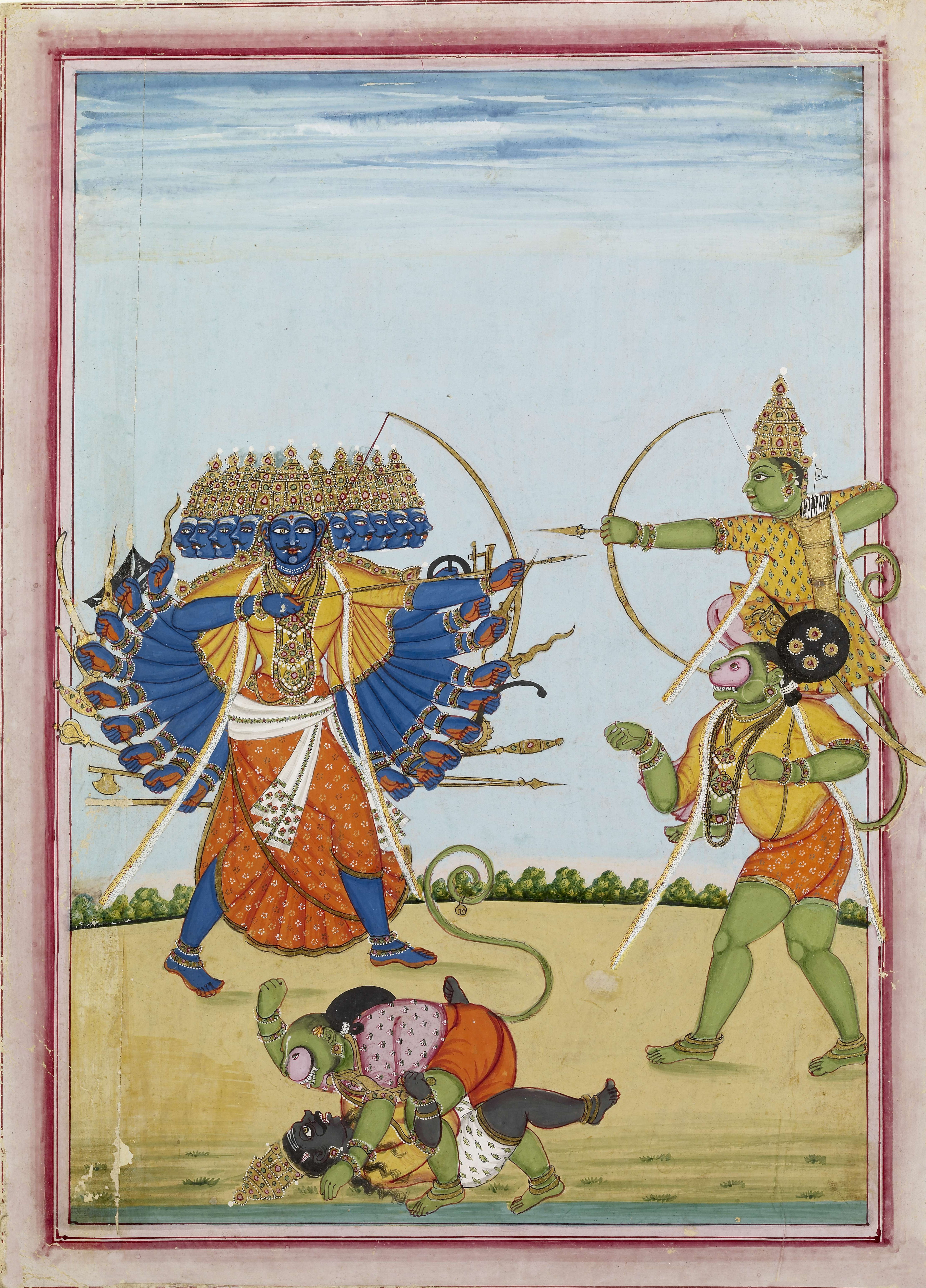
Ráma (jobbra) a majomkirály, (Hanumán) vállán ül, és a démonkirály, Ravana ellen harcol.

Ráma, Ajódha hercege nemes uralkodócsalád sarjaként született, erényes és a dharmához hű utódként méltán számíthatott arra, hogy apja, Dasharartha király örököse legyen, és így a hatalmas, gazdag birodalom uralkodója lesz. Mostohaanyja azonban, férje egy korábbi ígéretére hivatkozva, rábírta a királyt, hogy Ráma helyett saját fiát, Bharátát tegye meg utódjául, Rámát pedig alattomos intrikákkal rávette, hogy mondjon le jogos örökségéről. Ráma, hűséges gyermekként ígéretet tett apjának, hogy nem tör a trónra, és tizenhárom évre önkéntes száműzetésbe vonult az őserdőbe, szépséges és odaadó feleségével, Szítával és testvérével, Laksmanával.
Itt egy különös, mitikus, spirituális világba kerültek, hiszen az erdőt istenkereső bölcsek, komor lények és gonosz démonok, (ráksaszák) uralták, akik hol segítették, hol megzavarták Ráma és családja nyugodt életét, varázslataikkal keresztezték nemes szándékát. Itt mutatkozik meg először az a konfliktus, amely Ráma, a népe által szeretett erkölcsös életet élő hős és a sötétségben bolyongó, bajt kereső ráksaszák között feszül.
Ráma, Laksmana és Szíta segítségével leküzdötte a megpróbáltatásokat, ám egy óvatlan pillanatban a ráksaszák királya, Rávana, a gonosz démon elrabolta Szítát, és magával vitte a távoli Lanka szigetére. Rávana többször megpróbálta rávenni a lányt, hogy legyen az övé, de Szíta nem engedett Rávana fondorlatainak, aki alakváltó képességét is bevetve Szíta hűségét igyekezett megtörni.
Ráma és Laksmana eközben Indiaszerte kétségbeesetten kutatott Szíta életjelei után. Szemtanúkat hallgattak ki, misztikus lényekkel, majmokkal, medvékkel szövetkeztek a lány keresése során. Amikor a majmok felfedezték azt a helyet, ahol a félelmetes démonkirály fogva tartja Szítát, Hanumán, a hatalmas majom, óriási ugrásával a szigeten termett, megbizonyosodott arról, hogy Szíta életben van, és hűségesen várja megszabadítóját, Rámát.
Amint Hanumán beszámolt Szíta hollétéről, Ráma a majmokkal, medvékkel és farkasokkal szövetkezve hatalmas sereget szervezett, majd töltést épített a szigetre, hogy szembeszálljon a gonosz Rávanával. Borzalmas csata alakult ki, amelyben mindkét fél isteni fegyverek és varázslatos trükkök – hegyeket mozgatnak meg, nyilak ezreit lövik ki egyetlen lövéssel – segítségével küzdött egymással, amíg egy végső, diadalmas összecsapás során Ráma legyőzte a gonoszt ráksaszát. A jó tehát diadalt arat, és ezen a ponton válik világossá, hogy Ráma valójában az isteni Visnut testesíti meg, annak egyik avatárája, aki mindent elsöprő világégéssel felszabadítja a földet az elnyomás alól és megmenti az emberiséget a démoni erőktől. Ezzel biztosítja a jó túlélését és fenntartja a hindu világciklusok (jugák) közötti körforgást.
A háború után Ráma és Szíta visszatért Ajódhába, ahol érkezésének hírére testvére, Bharáta lemondott trónjáról, és Rámát királlyá koronázták. Rossz nyelvek azonban megkérdőjelezték Szíta hűségét, tisztaságát: vajon a jóképű Rávana csakugyan érintetlenül hagyta-e a mennyei szépségű asszonyt? Ráma, hogy elejét vegye a szóbeszédnek, mély fájdalommal elküldi magától szeretett hitvesét, aki méhében Ráma ikerfiaival elvonul a világ szemei elől az őserdőbe, és remeteként éli életét.
Amikor gyermekei, Kúsa és Láva megszületnek, a nagy bölcs, Válmiki oktatja és tanítja őket, kiváltképp Ráma történetére, és amikor felcseperednek, elviszi atyjukhoz, a király udvarába, hogy dalnoki képességeiket bemutassa neki. Titokban magával vitte Szítát is. Rámát, aki anélkül, hogy tudott volna a fiúk létezéséről, annyira meghatotta a két énekmondó szívhez szóló elbeszélése, hogy ismét vágyat érzett felesége iránt. Válmiki ekkor felfedte jövetele célját, bemutatta Szítát, és elmesélte, hogy az asszony tisztaságához kétség sem fér. Ráma túláradó örömmel fogadta szerelmét, azonban az asszony keserűen utasította el őt, és a föld istennőjét kérte, vigye magával. Megnyílt a föld, az istennő megjelent, és Szítát magával ragadta a mélybe, bizonyságul annak, hogy az mindvégig hűséges volt urához. Ráma vigasztalhatatlan volt, de végül az ő ideje is lejárt, és mint Visnu tért vissza az égiekhez, oldalán feleségével, Szítával, aki már Laksmiként, mennyei asszonyaként állt az oldalán.

## Magyarul
- Rámájana. Dasarátha halála. Epizód Valmiki 2. énekéből; ford. Fiók Károly; Franklin Ny., Bp., 1903
- Rámájana és Mahábhárata. Az indiai eposzok nyomán elbeszéli Baktay Ervin; Európa, Bp., 1960
- Szávitri. Az asszonyi hűség dícsérete. Négy ókori ind rege a Mahábhárata és Rámájana époszból; vál., prózaford., jegyz. Vekerdi József, műford. Jánosy István, ill. Kass János; Magyar Helikon, Bp., 1962
- Mahábhárata / Rámájana; vál., utószó, jegyz. Vekerdi József, ford. Jánosy István et al.; Magyar Helikon, Bp., 1964 (Helikon klasszikusok)
- Rámájana; vál., ford. Jánosy István, előszó, jegyz. Szentmihályi Szabó Péter; Móra, Bp., 1978
- Krishna Dharma: Rámájana; ford. Rohiní-déví dászí [Nyíri Edit]; Lal, Somogyvámos, 1999

## Lásd még
- Mahábhárata
- Bhagavad-gíta
- Védák
- Hinduizmus